# Кростіц
Кростіц (нім. Krostitz) — громада в Німеччині, розташована в землі Саксонія. Входить до складу району Північна Саксонія. Центр об'єднання громад Кростіц.
Площа — 43,83 км2. Населення становить 4096 ос. (станом на 31 грудня 2020).